# GDDR4
GDDR 4 RAM (Graphic Double Data Rate v4) – pamięć  RAM czwartej generacji wykorzystywana do produkcji kart graficznych. Ze względu na niewielkie tylko ulepszenia w stosunku do GDDR3, pamięci te były mało popularne i bardzo rzadko stosowane - układy GDDR3 zostały w nowszych konstrukcjach zastąpione od razu przez GDDR5.
Pamięci GDDR4 wykonywane były w technologii 80 nm, w kościach o pojemności 64 MB. Pracowały one nominalnie (taktowanie rzeczywiste) z prędkością 1200 MHz, a efektywnie 2400 MHz. Pamięci te uzyskiwały przepustowość na poziomie 9,6 GB/s. Były wykorzystywane tylko przez ATI.
Następcą GDDR4 są pamięci GDDR5.